# Книш Лідія Дмитрівна
Лідія Дмитрівна Книш (нар. 1953) — українська радянська діячка, оператор пульта управління Північного гірничо-збагачувального комбінату імені Комсомолу України. Депутат Верховної Ради УРСР 10—11-го скликань.

## Біографія
Освіта середня спеціальна.
У 1972—1973 роках — машиніст вакуум-фільтрів Північного гірничо-збагачувального комбінату імені Комсомолу України Дніпропетровської області. 
У 1973—1975 роках — машиніст пульта управління, а з 1975 року — оператор пульта управління Північного гірничо-збагачувального комбінату імені Комсомолу України Дніпропетровської області.
Член КПРС з 1981 року.

## Нагороди
- ордени
- медалі